# William S. Clark
William Smith Clark (31 de julho de 1826 – 9 de março de 1886) foi um professor de química, botânica e zoologia, um coronel durante a Guerra Civil Americana, fundador e primeiro presidente da Massachusetts Agricultural College (agora University of Massachusetts Amherst) e presidente da Faculdade de Agricultura de Sapporo no Japão (agora Universidade de Hokkaido).

## Trabalhos
- “Ueber Chlormagnesium-Ammoniak” (1851)
- “Analyse des Steinmarks aus dem Sächsischen Topasfels” (1851)
- “Analysen von Meteoreisen” (1852)
- “Report on Horses” (1859–60)
- “Professional Education the Present Want of Agriculture” (1868)
- “ The Work and the Wants of the Agricultural College” (1868)
- “The Cultivation of the Cereals” (1868)
- “Nature's Mode of Distributing Plants” (1870)
- “The Relations of Botany to Agriculture” (1872)
- “The Circulation of Sap in Plants” (1873)
- “Observations on the Phenomena of Plant-Life” (1874)
- “Agriculture in Japan” (1878)